# Comuna Vihula
Vihula este o comună (vald) din Comitatul Lääne-Viru, Estonia. Comuna cuprinde un târgușor (alevik) și 52 sate.

Reședința comunei este târgușorul Võsu.